# Ahlbershausen
Ahlbershausen is een plaats in de Duitse gemeente Uslar, deelstaat Nedersaksen, en telt 136 inwoners (2020).
Ahlbershausen wordt voor het eerst in een document vermeld in het jaar 1071.
Het grensdorpje met de deelstaat Hessen was tot de 19e eeuw berucht om de smokkel van koffie. Dit verklaart de koffiekan, die in het dorpswapen is afgebeeld.
De inwoners van het in bevolkingsaantal langzaam dalende plaatsje leven van landbouw en enig toerisme (nabijheid van het Weserbergland).